# La Calumnia de Apeles
La calumnia de Apeles (La Calunnia, en italiano) es una obra pictórica de Sandro Botticelli realizada en 1495. Se trata de una pintura al temple sobre madera que mide 62 por 91 centímetros y que se conserva actualmente en la Galería de los Uffizi de Florencia.

## Historia del cuadro
Esta obra se produjo en 1495, después de la caída de los Médicis (noviembre de 1494), en plena época de la República de Florencia. Se considera que es fruto del ambiente religioso que dominó la ciudad durante la época de dominio de Savonarola.
Esta obra fue muy admirada por los nobles florentinos. Se trataría de un encargo de la casa Segni, una importante familia florentina, pues Giorgio Vasari lo describió, diciendo que lo había visto en casa de Messer Fabio Segni. Posteriormente, estuvo en los archivos secretos del Palacio Pitti, en la misma ciudad. Desde 1773 se encuentra en la Galería Uffizi. 

## Análisis del cuadro
El tema es alegórico; se basa en una descripción literaria sobre una pintura de Apeles, pintor de la Antigua Grecia, hecha por Luciano de Samosata en uno de sus Diálogos y mencionada por Leon Battista Alberti en su tratado De pictura.

Incluye diez figuras: a la derecha del espectador, el rey Midas de Frigia, el Juez malo, es entronizado entre la Sospecha y la Ignorancia, representadas como mujeres de rostros crispados que están susurrándole malos consejos a sus orejas de asno. El trono está sobre un podio decorado con relieves en grisalla. Ante este Juez se encuentra una figura masculina, con hábito de monje, en quien se cree ver representado el Rencor (o la Envidia o la Ira) que conduce a una joven (la Calumnia) a la que están adornando los cabellos la Envidia y el Fraude, que porta una antorcha en representación del rumor (se extiende como el fuego). La Calumnia, indiferente a cuanto sucede, arrastra a la víctima, un hombre prácticamente desnudo que junta las manos en ademán de pedir clemencia. 

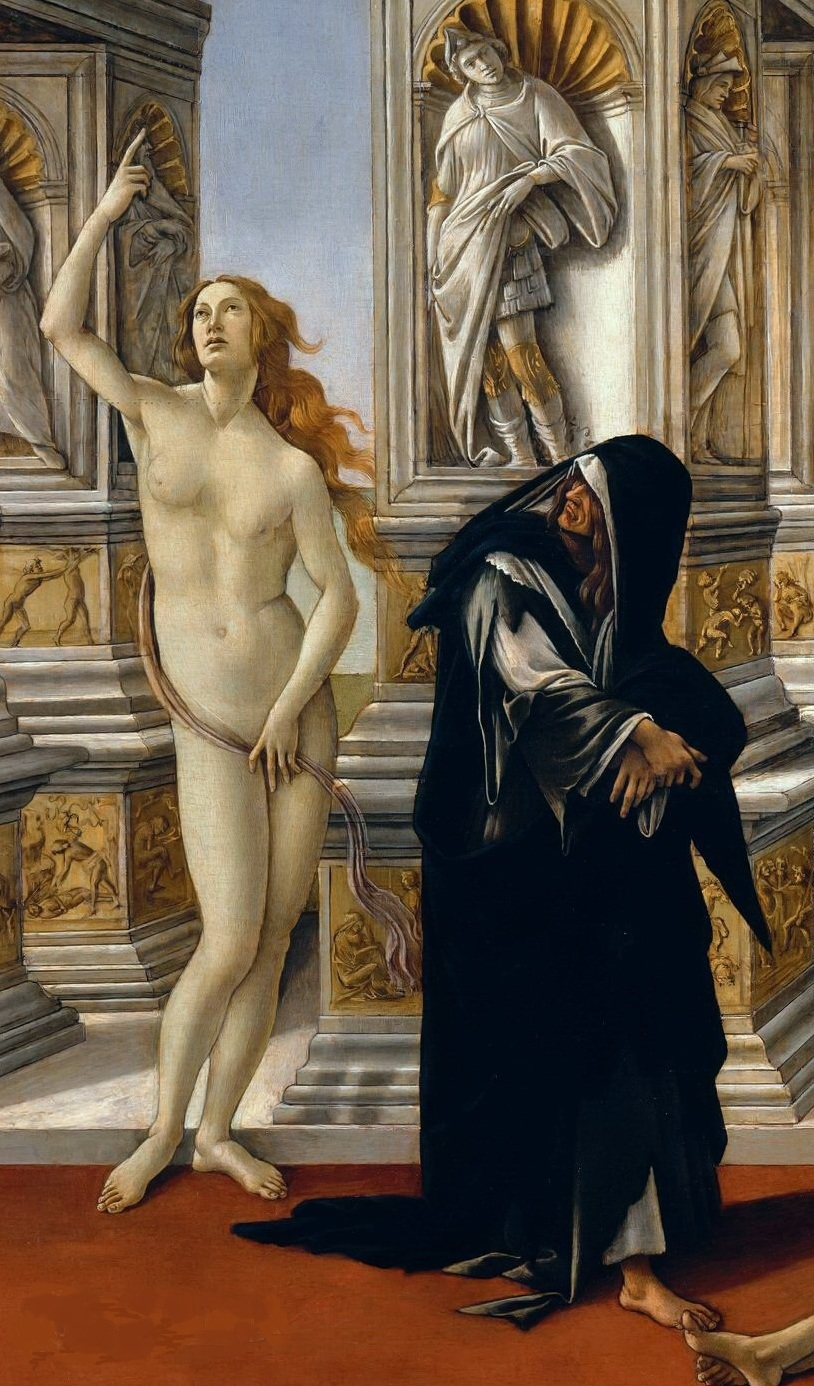
La Penitencia, vestida de negro, se vuelve hacia la Verdad desnuda.

A la izquierda está la Penitencia, vestida de negro con ropa pesada y andrajosa, que se vuelve hacia la figura que está desnuda detrás de ella. Este último personaje es la Verdad desnuda que resplandece, señalando al cielo con el dedo.
El colorido del cuadro, la luz que queda subrayada por toques de oro, es lo que confiere movimiento a la escena. Ésta se desarrolla dentro de una estancia con arquitectura clásica con arcadas que presentan esculturas que subrayan el estudio de la Antigüedad por Botticelli; en los relieves hay alusiones a la antigüedad clásica. Esta arquitectura completamente revestida de estatuas y relieves acentúa el tono dramático y agitado de la escena. En el centro del cuadro está representado el rey David al modo de Donatello. En otros nichos se representa a san Pablo, san Jorge, Judit y, en los relieves, a personajes como Apolo y Dafne, Hércules y Licas o Mucio Scevola, lo que evidencia la mezcla de personajes cristianos y grecorromanos que incluyó Botticelli en esta pintura. Detrás de esta arquitectura, el mar verdoso y un cielo liso.
Pintado en la época de predicación de Savonarola en Florencia, se ha interpretado como una defensa de Savonarola frente a los ataques que se consideraban calumniosos del papa Alejandro VI.

## Historia apócrifa
El erudito Rudolph Altrocchi relata, en 1921, que existe vinculada a esta pintura una historia apócrifa según la cual el propio Apeles habría sido calumniado al ser acusado por un rival de ayudar a Teodoto de Etolia a promover la revuelta en Tiro. Cuando el faraón Ptolomeo IV estaba a punto de ejecutar a Apeles por ese acto, un amigo reveló la verdad y el calumniador fue vendido como esclavo. Sin embargo, según esta historia, Apeles mostraba en su pintura el resentimiento hacia Ptolomeo IV y el peligro en el que se había visto. Altrocchi asegura a sus lectores que esta historia no puede ser cierta, ya que Apeles había muerto casi un siglo antes de esa revuelta en la que supuestamente se le implicaba.